# Скрода-Мала
Скрода-Мала (пол. Skroda Mała) — село в Польщі, у гміні Стависьки Кольненського повіту Підляського воєводства.
Населення — 120 осіб (2011).
У 1975-1998 роках село належало до Ломжинського воєводства.

## Демографія
Демографічна структура станом на 31 березня 2011 року:
|          | Загалом | Допрацездатний вік | Працездатний вік | Постпрацездатний вік |
| -------- | ------- | ------------------ | ---------------- | -------------------- |
| Чоловіки | 65      | 18                 | 36               | 11                   |
| Жінки    | 55      | 11                 | 28               | 16                   |
| Разом    | 120     | 29                 | 64               | 27                   |